# Colton Ford
Colton Ford (ur. 12 października 1962 w Pasadenie, zm. 19 maja 2025 w Palm Springs) – aktor pornograficzny, model i piosenkarz.

## Życiorys

### Wczesne lata
Urodził się w Pasadenie w rodzinie pochodzenia ormiańskiego jako syn Donny Mears i Kena Soukesiana. Ma dwoje rodzeństwa. Fascynował się teatrem i muzyką. Grał na skrzypcach i gitarze, a następnie zaczął śpiewać w chórach. W latach studiów pracował w klubach jazzowych i estradach, a następnie w firmie korporacyjnej.

### Kariera w branży porno
W październiku 2001 zaczął występować w gejowskich filmach pornograficznych. Był na okładkach magazynów takich jak „Men”  (w grudniu 2002, listopadzie 2003, styczniu i wrześniu 2004), „Unzipped” (w maju 2002 i maju 2003), „Honcho” (w maju 2003), „Inches” (w grudniu 2002) i „Indulge” (nr 072). Wkrótce zanim odnalazł swoją pasję i rozpoczął karierę muzyczną.
W lipcu 2015 zwyciężył w rankingu „Najseksowniejsza gejowska gwiazda porno” (Los actores porno gay mas sexys listado 8), ogłoszonym przez hiszpański portal 20minutos.es.

### Kariera muzyczna
Po spotkaniu z pracownikiem wytwórni płytowej i portorykańskim gejem z Nowego Jorku A&R Michaelem Alago, 27 kwietnia 2004 zrealizował wersję dance przeboju Steviego Wondera „Signed, Sealed, Delivered I'm Yours”, który osiągnął szczyt dziewiątej pozycji na liście Hot Dance Club w USA.
Jako piosenkarz wydał albumy studyjne: Tug of War (2008), Under The Covers (2009), The Way I Am (2013) i Next Chapter (2014).
Nagrał też promujące je single, w tym „That’s Me” (2008) (z gościnnym udziałem Cazwella), „The Way You Love Me” (2008), „No One” (2009), „With Every Heartbeat” (2011), „Let Me Live Again” (2011), „Music Always Gets You Back” (2011) i cover grupy Level 42 „Something About You” (2014).
W 2019 rozpoczął współpracę z Ronem Schraderem i Spin Sistą jako Woop Woop Productions nagrywając EP-kę Unity, którą promują dwa utwory - „Stronger” (2020) i „Stay” (2021).

### Działalność poza przemysłem porno
Przez dwa sezony wcielał się w postać szeryfa Trouta w serialu LGBT The Lair (2007-2008). Ponadto pojawił się w niewielkiej roli w komedii Another Gay Sequel: Gays Gone Wild (2008).
Wspólnie z Arim Goldem wystąpił w roli cameo w teledysku Cyndi Lauper do utworu „Into the Nightlife” (2008).
W 2011 zadebiutował na off-Broadwayu w spektaklu muzycznym Little House on the Ferry, współczesnej gejowskiej historii miłosnej osadzonej w legendarnym letnim kurorcie Fire Island w Nowym Jorku. Przedstawienie zawierało jedenaście oryginalnych piosenek, wydanych również jako album oryginalnej obsady (Colton Ford, Seph Stanek, Chris Van Kirk, Matt Rodriguez, Kit Balcuns i Sean Luftus). Piosenka „After Hours” została wydana jako singiel z wokalem Forda. Przedstawienie odbyło się w Nowym Jorku w dniach 3-20 listopada 2011.
Od 2 maja do 6 czerwca 2014 w Los Angeles grał postać Alvina w scenicznej produkcji And All The Dead, Lie Down.

## Życie prywatne
Od 2001 jego partnerem życiowym był kanadyjski aktor porno Blake Harper (właściwie Peter Tiefenbach), laureat branżowej nagrody FICEB HeatGay 2003 w kategorii „najlepszy aktor” w filmie Ya sé quien te la chupó el último verano. Razem wystąpili w produkcji Chi Chi LaRue Aftershock 2: Mustang Pac 68 (2002). Związek z Harperem został przedstawiony w filmie dokumentalnym Naga sława (Naked Fame, 2004) i piosence Forda „Love Has Find a Way” (2010). Po rozstaniu z Fordem, Harper powrócił do Kanady, z dala od pornografii, poświęcił się swojej misji życiowej jako pielęgniarz w lokalnym szpitalu w Windsor w Ontario.

### Śmierć
18 maja 2025 Forda widziano po raz ostatni przed wyruszeniem na wędrówkę szlakiem Goat Trails w Palm Springs w Kalifornii. Następnego dnia, 19 maja, policja w Palm Springs otrzymała zgłoszenie o zaginięciu turysty. Tego samego wieczoru Ford, w wieku 62 lat, został znaleziony martwy na szlaku turystycznym; zginął w wypadku podczas wędrówki. Wiadomość o śmierci Forda została później potwierdzona przez jego przyjaciół i współpracowników za pośrednictwem postów w mediach społecznościowych.

## Nagrody i nominacje
| Rok  | Nagroda            | Kategoria                       | Film                            | Inni wykonawcy | Rezultat  |
| ---- | ------------------ | ------------------------------- | ------------------------------- | --- | --------- |
| 2002 | Grabby Award       | Najlepszy wykonawca roku        | –                               | – | Nominacja |
| 2002 | Grabby Award       | Najlepsza scena seksu grupowego | Conquered (2001)                | Nino Bacci, Blake Harper, Billy Herrington i Jay Ross                                                                                         | Wygrana   |
| 2002 | GayVN Award        | Najlepsza scena seksu grupowego | Conquered (2001)                | Nino Bacci, Blake Harper, Billy Herrington i Jay Ross                                                                                         | Nominacja |
| 2003 | Grabby Award       | Najlepszy wykonawca roku        | –                               | – | Nominacja |
| 2003 | GayVN Award        | Gejowski wykonawca roku         | –                               | – | Wygrana   |
| 2003 | GayVN Award        | Najlepsza scena seksu           | Prowl 3: Genuine Leather (2002) | Blake Harper | Nominacja |
| 2004 | GayVN Award        | Najlepsza scena seksu grupowego | Aftershock: Part 2 (2003)       | Joe Foster, Chad Hunt, Chris Steele, Bret Wolfe, Weter Raeg, Matthew Rush, Blake Harper, Cody Wolf, Jake Marshall, Jim Slade i Antonio Majors | Nominacja |
| 2012 | Raven’s Eden Award | Żywa legenda gejowska           | –                               | – | Wygrana   |

## Dyskografia
- 2007: Tug of War
- 2009: Under the Covers

## Wybrana filmografia
| Rok       | Tytuł                                      | Rola                 | Reżyser          |
| --------- | ------------------------------------------ | -------------------- | ---------------- |
| 2000      | Układ prawie idealny (The Next Best Thing) | Glen                 | John Schlesinger |
| 2001      | Circuit (Okrążenie)                        | mężczyzna na wideo   | Dirk Shafer      |
| 2004      | Naked Fame                                 | w roli samego siebie | Christopher Long |
| 2004      | Hellbent                                   | członek zespołu      | Paul Etheredge   |
| 2008      | Another Gay Sequel: Gays Gone Wild         | przystojniak         | Todd Stephens    |
| 2008      | „Into the Nightlife”                       | tancerz w klubie     | Cyndi Lauper     |
| 2007–2009 | The Lair                                   | szeryf Trout         | Fred Olen Ray    |